# Sanamacha Chanu
Thing Baijan Sanamacha Chanu (* 2. Januar 1978 in Imphal) ist eine ehemalige indische Gewichtheberin.

## Karriere
Sie erreichte bei den Weltmeisterschaften 1997 den sechsten Platz in der Klasse bis 50 kg. Bei den Asienspielen 1998 war sie Siebte in der Klasse bis 53 kg. 1999 startete sie bei den Asienmeisterschaften in der Klasse bis 48 kg und gewann die Silbermedaille im Zweikampf und Silber im Stoßen und Bronze im Reißen. Bei den Asienmeisterschaften 2000 wurde sie dreifache Weltmeisterin in der Klasse bis 53 kg. Im selben Jahr nahm sie an den Olympischen Spielen in Sydney teil, bei denen sie den sechsten Platz erreichte.
Bei den Commonwealth Games 2002 gewann sie dreimal Gold. 2003 wurde sie bei den Weltmeisterschaften Siebte. Bei den Asienmeisterschaften 2004 belegte sie den sechsten Platz. In Athen erreichte sie bei den Olympischen Spielen 2004 Platz vier. Allerdings wurde sie bei der anschließenden Dopingkontrolle positiv getestet und für zwei Jahre gesperrt. Nach ihrer Sperre wurde sie bei den Asienmeisterschaften 2007 Fünfte.